# 霍華德號驅逐艦 (DD-179)
霍華德號驅逐艦（舷號DD-179）是一艘美國海軍建造的驅逐艦，為維克斯級驅逐艦的105號艦。她是美軍第一艘以霍華德為名的軍艦，以紀念美國內戰時期的海軍軍官查理斯·霍華德（Charles Howard）。
霍華德號在1918年於聯合鋼鐵廠開始建造，在1919年下水，於1920年服役，其時第一次世界大戰已經結束。稍後霍華德號被派往太平洋執勤，在1922年退役封存。第二次世界大戰爆發後，霍華德號於1940年重新服役，並改為掃雷艦，調到大西洋。稍後霍華德號接連參與卡薩布蘭卡海戰、塞班島戰役、菲律賓戰役及硫磺島戰役。戰事末期霍華德號改為靶艦，並在1945年退役除籍，於1946年出售拆解。
霍華德號在第二次世界大戰共獲六枚戰鬥之星。